# 村上満
村上 満（むらかみ みつる）は、日本のボディビル指導者、競技役員。1970年代より富山県を拠点に競技普及と大会運営に携わり、中部日本ボディビル協会や日本ボディビル・フィットネス連盟（JBBF）の役員を務めた。孫はウエイトリフティング選手の村上英士朗。

## 経歴
1960年代にボディビルを始め、富山県内で器具を工夫しながら兄弟と共にトレーニングに励んだ。1970年（昭和45年）7月には富山県ボディビル協会が発足し、村上は中心人物として運営に携わった。  
1976年の「第8回ミスター富山コンテスト」では、肩書に「富山県ボディビル協会理事長」と記されている。1977年度には中部日本ボディビル協会の副会長（富山）に就任した。  
1978年以降、富山市五福の「村上トレーニング・センター」を拠点に地域普及を進め、「ミスター・ヘルス立山」「ミスター北信越新人」などの大会を継続的に主催・運営した。大会レポートや写真には村上本人の署名が残されている。  
2008年のJBBF総会議事録には「富山県連盟正会員（旧：村上満 → 新：水尾仲秀）」と記され、県連代表として活動していたことが公式に確認できる。2013年のJBBF（公益社団法人化後）総会議事録には「相談役」として名が記載されている。  

## 人物
兄弟と共にトレーニングに励む「ボディビル一家」として知られ、1971年12月号『月刊ボディビルディング』では「兄弟三人寄れば必ずボディビルの話になる」と紹介されている。  
新聞記事では「地方にこそスポーツの魅力を伝えたい」と語り、体づくりを通じて人生を豊かにすることを信念としたと報じられている。  

## 役職
- 富山県ボディビル協会 理事長（1976年時点）[2]
- 中部日本ボディビル協会 副会長（1977年度）[3]
- 日本ボディビル連盟 副会長（在任年不詳、新聞記事に肩書きあり）[9]
- 日本ボディビル・フィットネス連盟 相談役（2013年度）[10]

## 関連人物
- 村上英士朗 - 孫、ウエイトリフティング選手[11]。